# Igazgyöngy

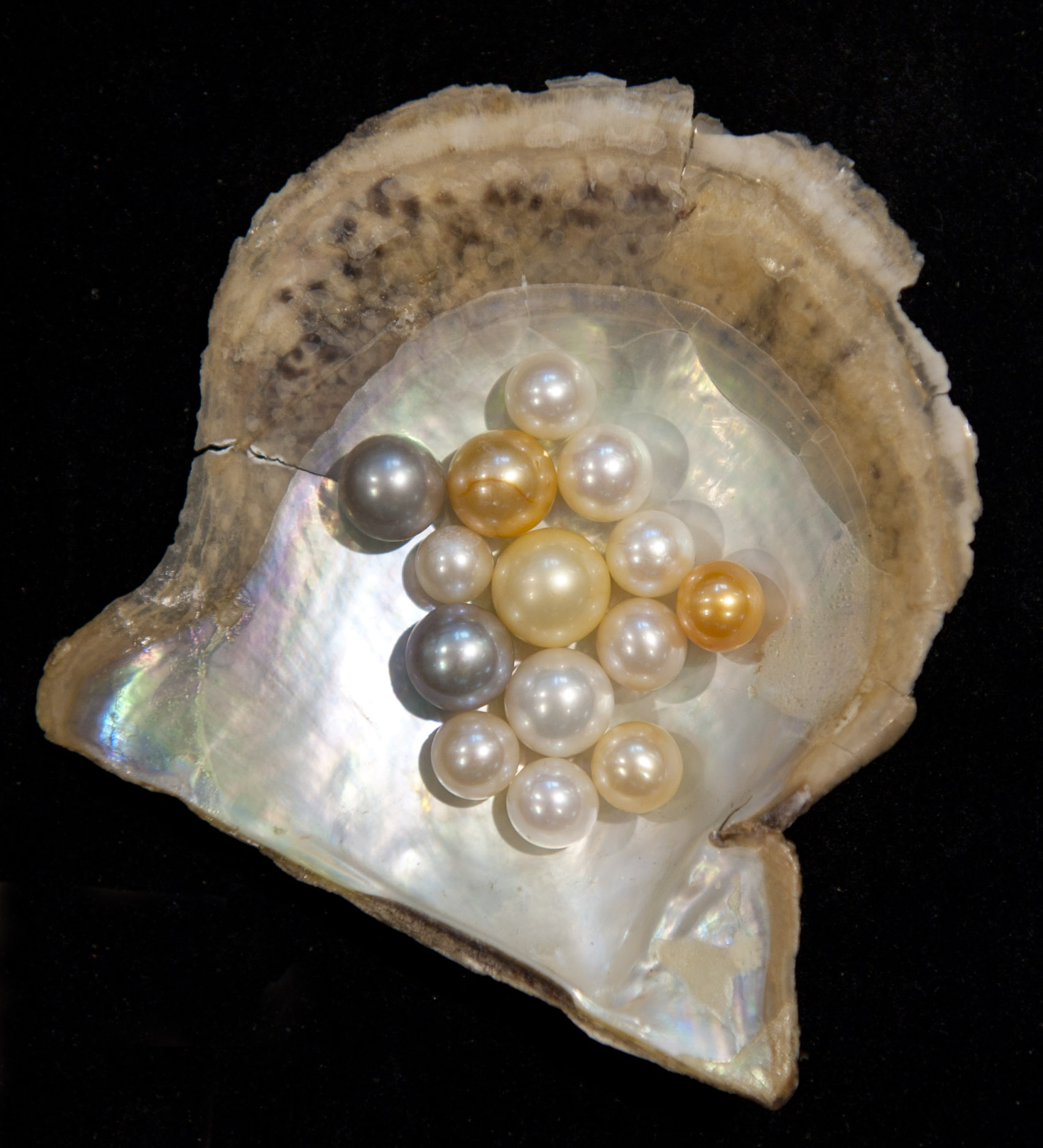
Gyöngy és gyöngyház

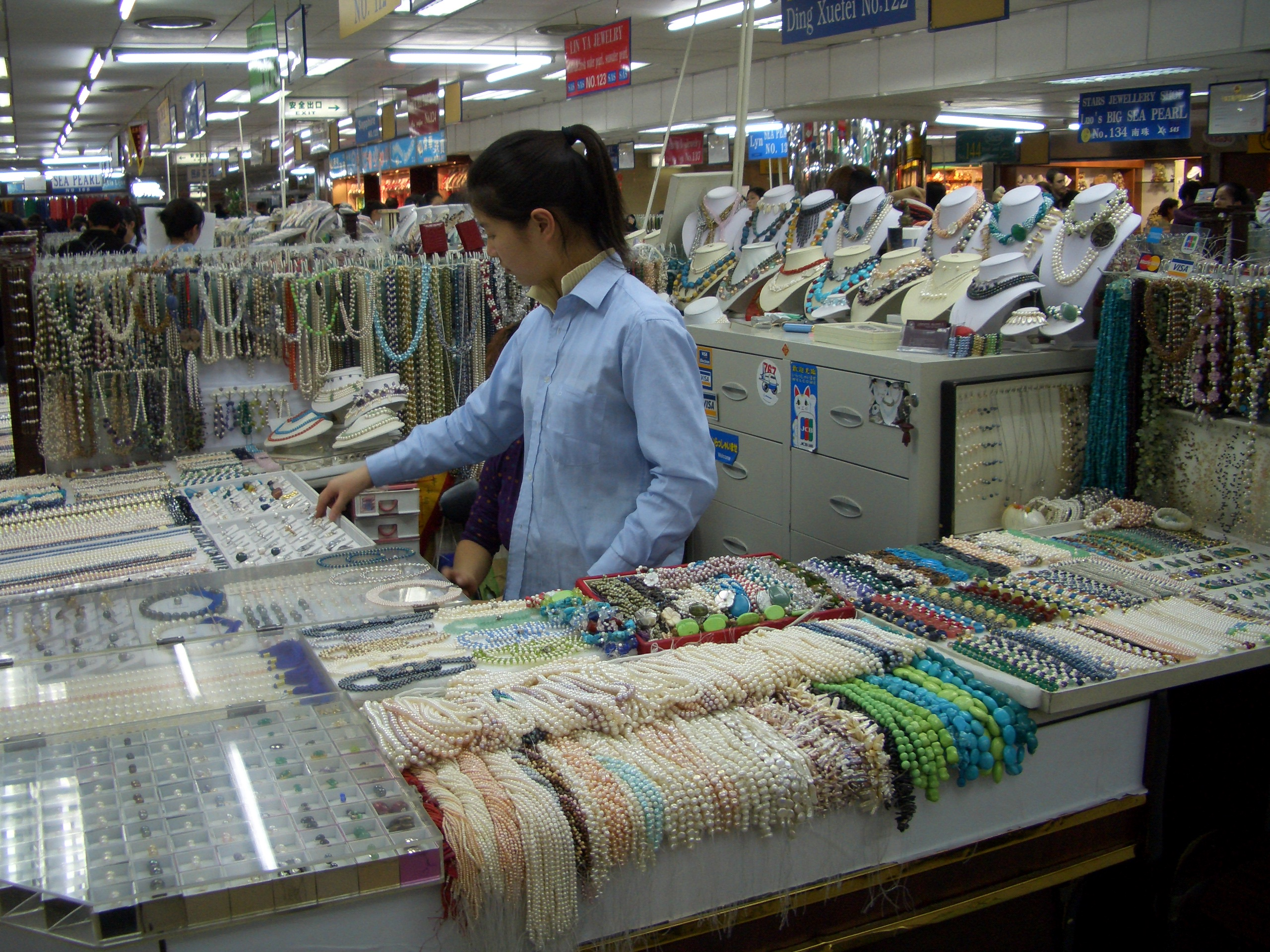
A híres pekingi gyöngypiac

Az igazgyöngy olyan, koncentrikus héjakból felépülő, biogén féldrágakő, amit egyes puhatestűek választanak ki a szervezetükbe kerülő idegen anyagok elleni védekezésként. Méretük a pár milliméterestől a mogyorónyiig változó; a legnagyobb példányok külön nevet kapnak. Alakjuk többnyire közel szabályos gömb, ritkán előfordulnak csepp-, körte-, illetve hordó formájú példányok is. A különös, erősen torzult alakok neve „barokk igazgyöngy”. Színe többnyire közel fehér, felülete színjátszó.

## Keletkezése
Bizonyos puhatestűek köpenyének nyálkahártyája meszes anyagot választ ki, hogy betokozza a héjába bejutott parazitákat és szervetlen törmelékeket. Igazgyöngyöt termelnek bizonyos tengeri csigafajok is, de a legtöbbet tengeri kagylókból nyerték és nyerik ki. A gazdaságilag jelentős, gyöngyöt termelő kagylók:
- tengeri gyöngykagyló (Meleagrina margaritifera, Pteria margaritifera)
- osztriga (Ostrea spp.),
- kékkagyló (Mytilus spp.),
- sonkakagyló (Pinna spp.),
- Pinctada spp.

Értékes gyöngyöket termelhet a folyami gyöngykagyló (Margaritana margaritifera) is, de gazdaságilag nem vált jelentőssé.

## Anyagi összetétele
A gyöngy anyaga rugalmas, tömör. Fő alkotóanyaga (83–92%) a kalcium-karbonát:
- zömmel aragonit,
- kisebb részben kalcit.

A mintegy 10-20 µm széles és 0,5 µm vastag mészkristályokat 4–13% szerves kötőanyag tartja össze, ettől a conchiolin (konkin) nevű anyagtól rugalmas. Víztartalma 2–4%.

## Fizikai tulajdonságai
Sűrűsége 2,6–2,9 g/cm³; Mohs-keménysége 3,5–4,5.
Átlátszó, áttetsző, esetleg átlátszatlan; selymes gyöngyházfényű. Színe a felszínéhez közeli rétegek conchiolin-tartalmának függvénye: ha a szerves anyag kevés, a gyöngy kékesszürke, illetve fehér, ha viszont sok, akkor sárga, barna, sőt néha fekete is lehet.

## A gyöngyhalászat

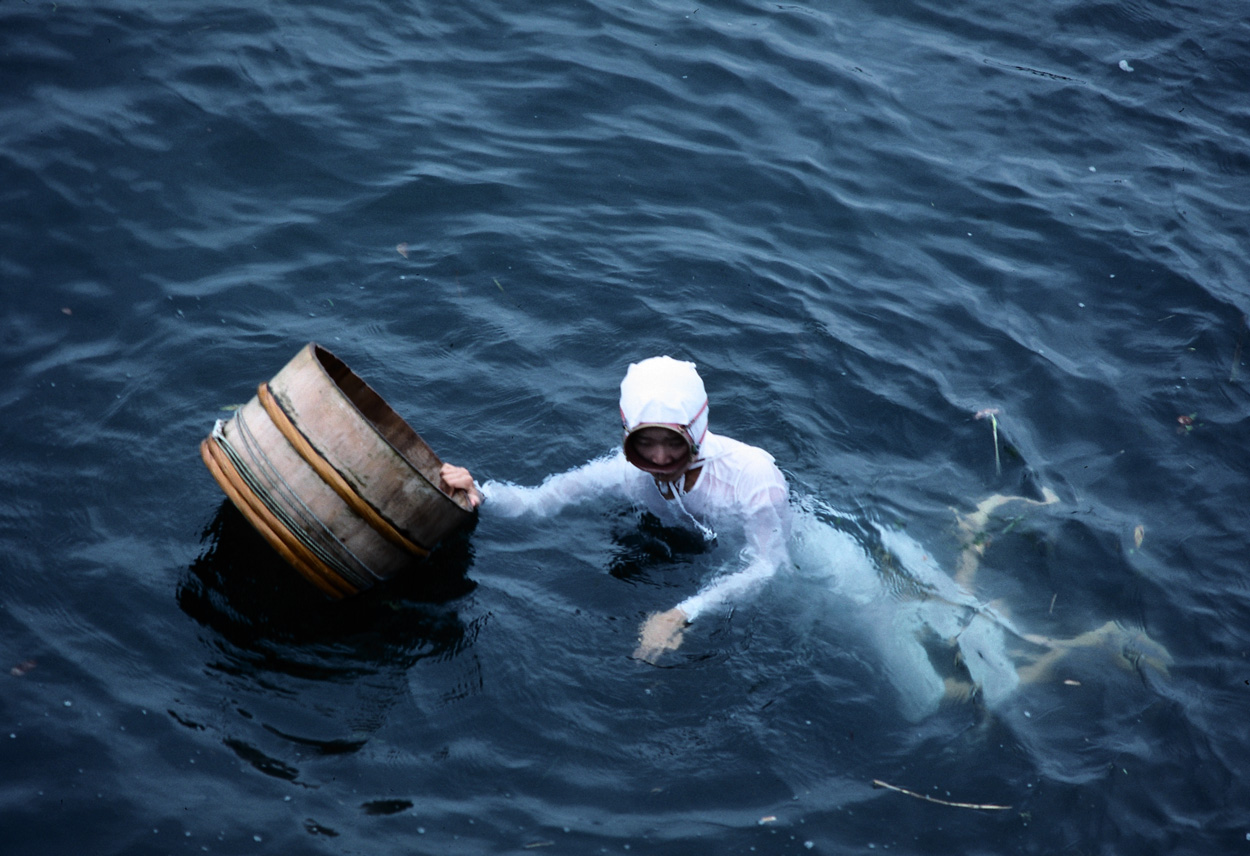
Modern gyöngyhalász

A tenyésztett gyöngyök megjelenéséig az igazgyöngy beszerzésének domináns módja a gyöngyhalászat volt.
A gyöngyhalászok kis csónakokból ugrottak a vízbe, és 4–12 öl (7–22 m) mélyre merültek. Addig maradnak lent, amíg bírták levegővel. A gyöngykagylókat a derekukra kötött hálóba rakták.

## A gyöngy tenyésztése

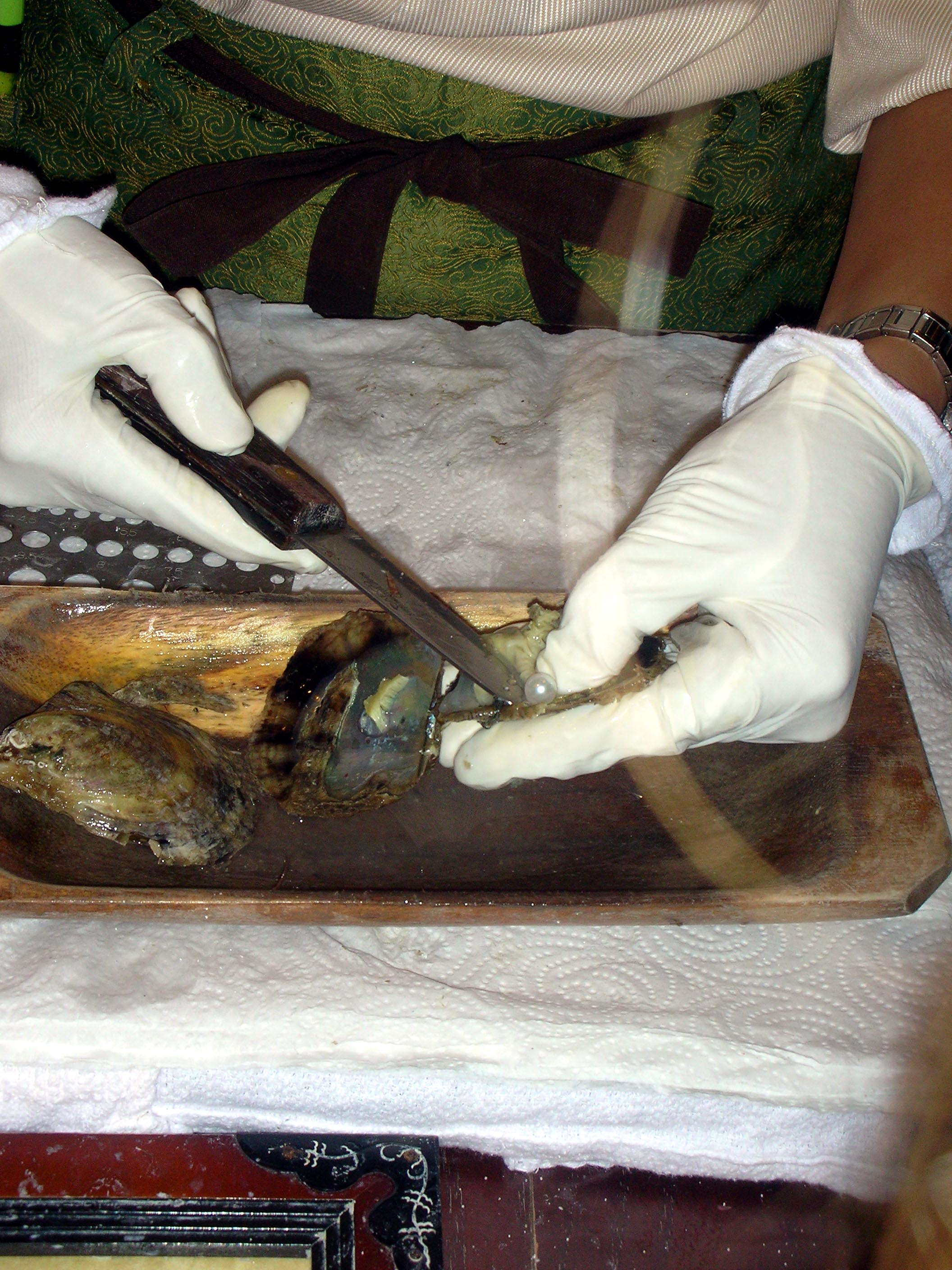
Kiveszik a kagylóból a gyöngyöt

A gyöngy tenyésztése már az ókorban is jó ötletnek látszott. A kínaiak már vagy egy évezrede apró Buddha-szobrocskákat erőltettek a kagylókba, hogy azok védekezésképpen gyöngyházzal vonják be őket.
Európában a legnevezetesebb kísérletező Carl von Linné volt. Azt állította, hogy megoldotta a problémát, de mivel korának egyik uralkodója sem volt hajlandó megfizetni a módszerért kért árat, magával vitte annak titkát a sírba – nem fogjuk megtudni, valóban sikerrel járt-e.
A gyöngy iparszerű tenyésztésének módszerét a japán Mikimoto Kōkichi (1858–1954) dolgozta ki munkatársaival. Először 1893. július 11-én sikerült mesterségesen tenyésztett gyöngyöt előállítania. A nevét viselő K. Mikimoto & Co. Ltd ma is a szakma vezető vállalatai közé tartozik.

## Története

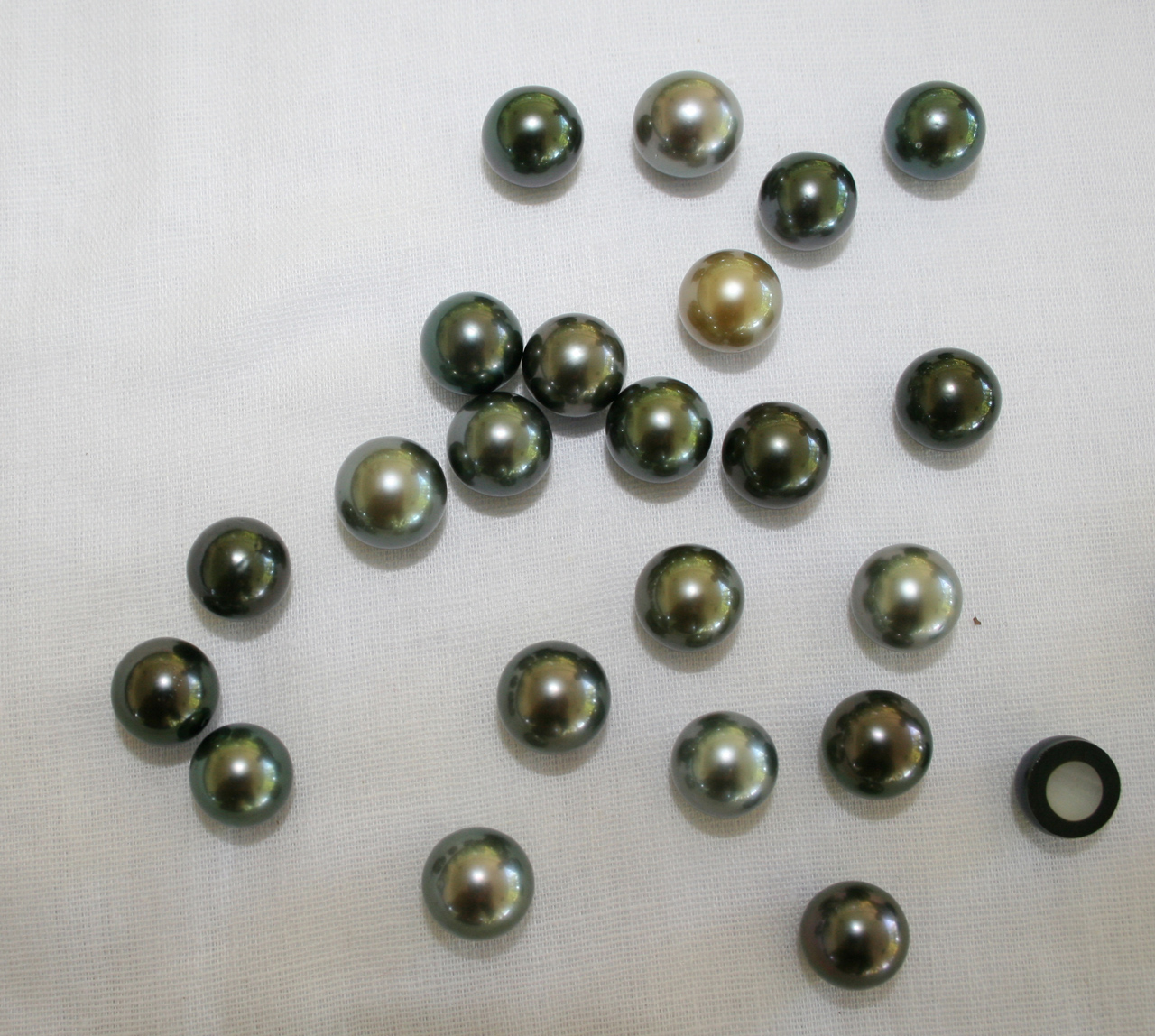
Tahiti gyöngyök

Az igazgyöngyöt az ókortól használják ékkőként. Így például a Szent Koronába 24 borsónyi és 204 kis gyöngyöt foglaltak.
Az ókori Európa, Egyiptom és Mezopotámia három klasszikus gyöngytermelő vidékről szerezte be az igazgyöngyöt:
- Perzsa-öböl,
- a Srí Lanka és India közötti Manaar-szoros,
- a Vörös-tenger partvidéke.

A legszebb fehér és krémszínű gyöngyöket a Perzsa-öbölben termelték; ennek vidékén még 1938-ban is a lakosság 20 százaléka élt a gyöngyből (halászatából, illetve kereskedelméből). Az ezen a vidéken aratott gyöngyöket Bahreinben gyűjtötték össze, és onnan hajón vitték a mai Mumbaiba, ahol a gyöngy tömegének háromszorosát is elkérték érte aranyban. Azóta a kőolajtermelés következtében az öböl vize elszennyeződött; a gyöngyöt termelő kagylók jórészt kipusztultak.
A ceyloni gyöngyhalászatról már Marco Polo is beszámolt. Leírása szerint a gyöngyhalászokat kereskedőtársaságok alkalmazták; a szezon április elejétől május közepéig tartott. Az igazgyöngyöt hajókon meg karavánutakon szállították el – leginkább ugyancsak mai Mumbaiba. A szorosban a gyöngyhalászatnak politikai okokból áldozott le, amikor Szirimávó Bandáranájaka miniszterelnök azt az egészségre ártalmas tevékenységnek minősítette és betiltotta.
A Vörös-tenger partvidékén a fő gond az ókortól napjainkig a biztonság hiánya, a cápa- és kalózveszély volt és maradt.
Ugyancsak az ókorban kezdődött el az intenzív gyöngyhalászat Kína és Japán partjai mentén. A japán partjai mentén tenyésző Pinctada martensii kagylóban termő akoya gyöngy ritkán nő
7 mm-nél nagyobb átmérőre. Évezredekkel később ebben a kagylóban sikerült először ipari módszerekkel gyöngyöt tenyészteni.
Jelentősen megnövelte az igazgyöngy kínálatát az Antillák és Amerika, majd a Csendes-óceán szigeteinek felfedezése.
- Kolumbusz harmadik útján, 1498. augusztus 14-én fedezte fel a Margarita- (Gyöngy)-szigetet; a telepek kiaknázásához azonban csak a következő évben kezdett hozzá Cristóbal Guerra és Pedro Alonso Nino. Ők továbbhajózva felfedezték a Gyöngy-part igazgyöngy-telepeit is; a Gyöngy-partot mintegy 300 km hosszan, a Codera-fokig derítették fel.
- A déltengeri gyöngyöket alapvetően két kagylófaj termeli: a Pinctada maxima Thaiföld, Indonézia, a Fülöp-szigetek, Pápua Új-Guinea és Észak-Ausztrália partjainál honos, a gyöngyhozó osztriga (Pinctada margaritifera) pedig főleg Francia-Polinézia korallzátonyainak lagúnáiban él – ez a faj adja a színes, illetve fekete tahiti gyöngyöt.

A 19/20. század fordulóján a gazdasági fellendülés okozta gazdagodás rendkívül megnövelte a gyöngy iránti keresletet, és ezzel a gyöngy árát is. Egyre többen foglalkoztak az iparszerű tenyésztés módszerének kidolgozásával. Mikimoto Kōkichi 1920-ban mutatott be jó minőségű, gömbölyű tenyésztett gyöngyöket a párizsi közönségnek. Az új módszer a piacaikat féltő hagyományos termelők heves ellenállásába ütközött: a tenyésztett gyöngyöket értékteleneknek, illetve olcsóknak kiáltották ki, és egyre-másra dolgozták ki a laboratóriumi eljárásokat a „természetes”, illetve tenyésztett gyöngyök megkülönböztetésére. A piac azonban nem fogadta el ezt a különbségtételt – már csak azért sem, mert a „kétféle” gyöngy külső megjelenése, esztétikai értéke egyáltalán nem különbözik. A ma forgalmazott gyöngyök mintegy 95%-a tenyésztett.
Az akoya gyöngy méretének korlátai miatt az igazán nagy gyöngyöket Pinctada margaritifera kagylókban termelik; főleg Ausztrália partvidékén.
A második világháború után először ugyancsak Japánban, majd az évezred végén Kínában is sikerült az édesvízi gyöngyök nagyüzemi tenyésztése is. A kínai édesvízi gyöngyök között igen szép színárnyalatokat tenyésztettek ki, és ezek felhasználásával mutatós, fiatalos, vidám színű ékszereket készítenek.

## A kultúrában
A ceyloni gyöngyhalászatnak állít emléket Georges Bizet operája, a Gyöngyhalászok.

## Különleges példányok

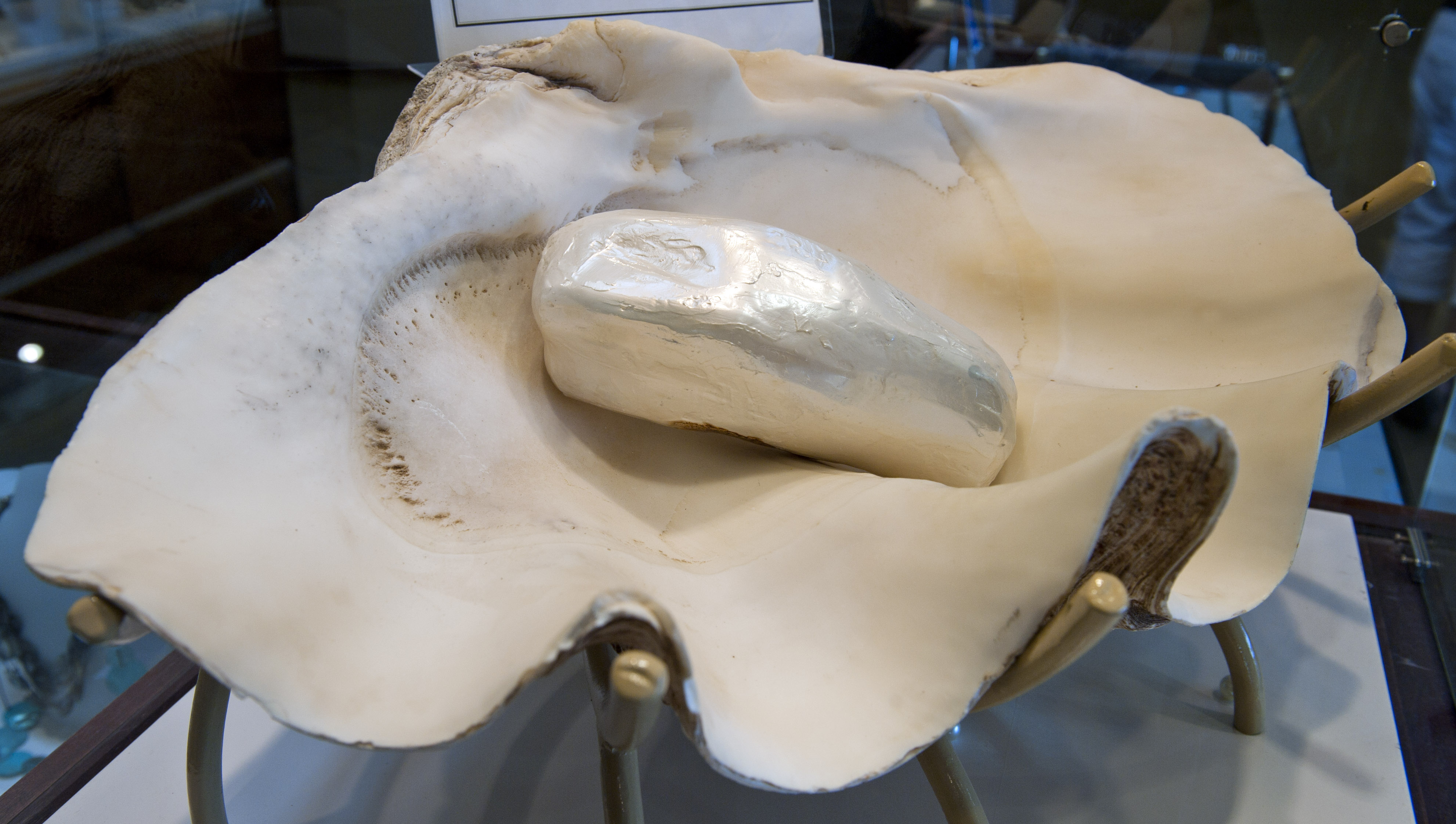
„Allah gyöngye” – a Tridacna gigas kagylóban valaha talált legnagyobb „gyöngy”. A Fülöp-szigetekhez tartozó Palawan-szigeten találták 1934-ben. Tömege 6,35 kg, mérete: 23 cm * 13 cm, értéke mintegy 35 millió €

A legnagyobb ismert példány a Londonban, a South Kensington Múzeumban őrzött, körte alakú Hope gyöngy – hossza 50 mm, kerülete 83 mm, tömege 90 g.